# Fazenda Monte Alegre (Piracicaba)

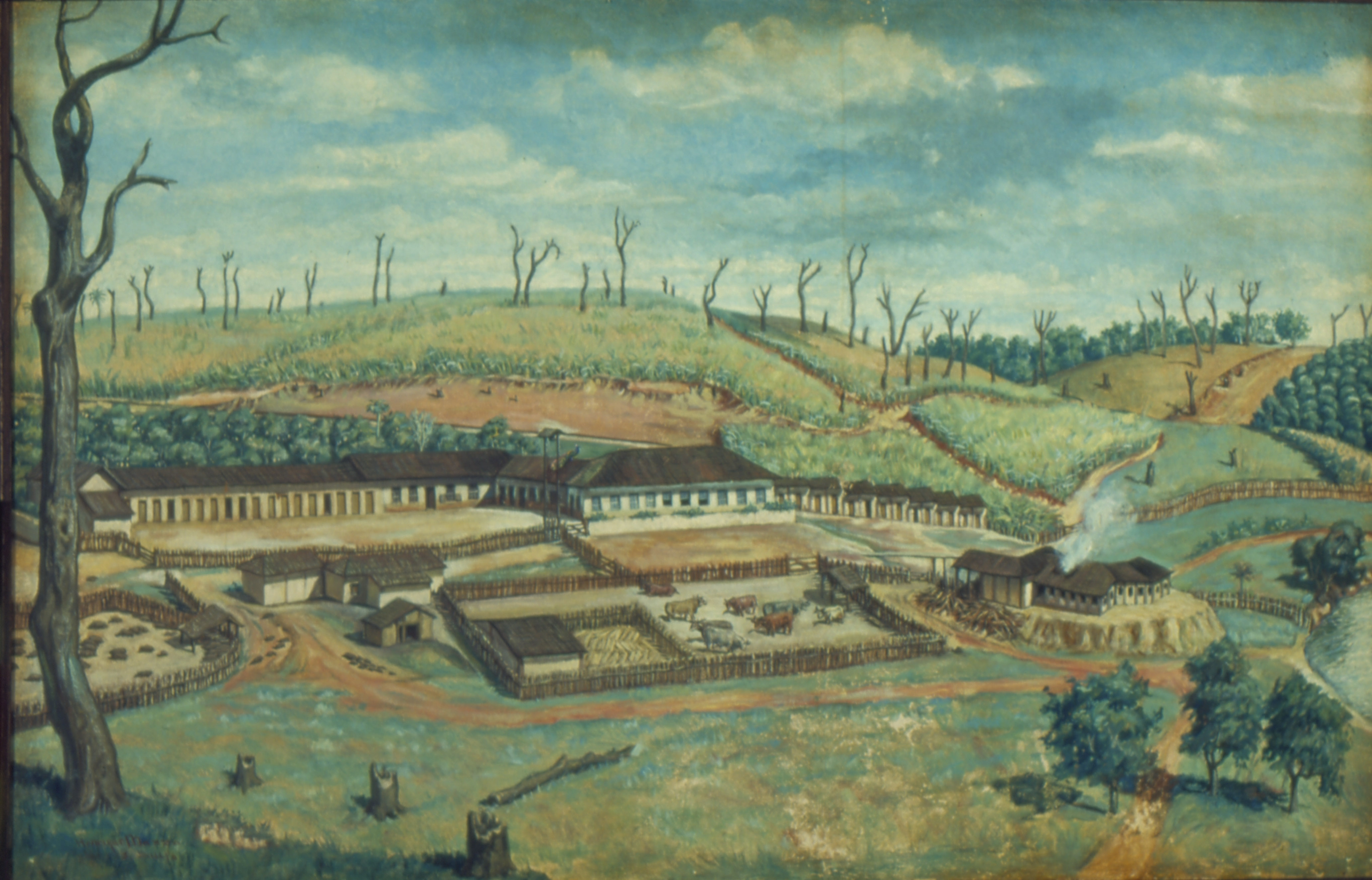
Fazenda Monte Alegre (!850), óleo sobre tela de Henrique Manzo, Museu Paulista da Universidade de São Paulo.

Fazenda Monte Alegre era uma fazenda localizada na cidade de Piracicaba. A sua história remonta ao início do século XIX, quando no local foi iniciado o cultivo de cana-de-açúcar e construído um engenho.
O engenho viria a se transformar em uma das maiores usinas de açúcar do Brasil.

## Capela de São Pedro
Grande parte da mão de obra que trabalhava na usina era católica de origem italiana. Para estes trabalhadores foi construído no ano de 1936 a Capela de São Pedro no bairro Pedro Morganti, e no ano seguinte a igreja de São Pedro. O templo foi erguido pelo engenheiro italiano Antonio Ambrote, que trabalhou na construção do Teatro Municipal de São Paulo. 
O interior da igreja foi ornamentada com obras do pintor modernista Alfredo Volpi e o jardim foi criado pelo eng. agrônomo Philippe Westin Cabral de Vasconcellos, que também foi o responsável pelo do paisagismo da Escola Superior de Agricultura Luiz de Queiroz.